# Svensksunds herrgård

Svensksunds herrgård, tidigare Svinesunds herrgård, är en herrgård i Norrköpings kommun (Konungsunds socken), Östergötlands län.

## Historia
Svensksunds herrgård är belägen vid Svinsundsfjärden i Konungsunds socken i Björkekinds härad. Gården ägdes på 1600-talet av riksrådet Herman Wrangel. År 1687 ägdes gården av grevinnan Christina af Wasaborg, 1700 av ryttmästaren Karl Adolf Wrangel och sedan av sonen riksrådet Eric Wrangel. Han sålde egendomen på 1730-talet till lagman Isak Sahlmoon, vilkas arvingar var ägare på 1750-talet. År 1783 tillhörde gården korpral Salomon, 1803 amiral Arvid Virgin, som fick tillstånd att kalla gården Svensksund. År 1825 ägdes gården av C. Hernström, 1850 och 1853 av grosshandlaren M. Philipson i Norrköping, från 1856 genom köp av grosshandlaren Anton Wilhelm Frestadius. Vid hans död 1867, ärvdes gården av hans måg, kammarherren Sixten Flach som var gift med Augusta Frestadius.

## Byggnader
Herrgården består av en huvudbyggnad med 9 rum och en flygelbyggnad med 5 rum. Gården är omgiven av en trädgård med parkanläggning. På ägorna finns en mjölkvarn med tre par stenar.